# Рентгенофлуоресцентный спектрометр
Рентгенофлуоресцентный спектрометр — прибор, используемый для определения элементного состава вещества при помощи рентгенофлуоресцентного анализа (РФА).

## Принцип действия
Метод основан на сборе и анализе спектра, полученного после возбуждения характеристического рентгеновского излучения, которое возникает при переходе атома из возбуждённого в основное состояние (см. Закон Мозли). 
Атомы разных элементов испускают фотоны со строго определёнными энергиями, измерив которые можно определить качественный элементный состав. 
Для измерения количества элемента регистрируется интенсивность излучения с определённой энергией.

## Основные элементы спектрометров
Обязательными элементами рентгенофлуоресцентных спектрометров являются источник возбуждения характеристического рентгеновского излучения (космические аппараты вместо него могут использовать солнечные вспышки в качестве возбудителя рентгеновского излучения; на Земле это невозможно, так как рентгеновское излучение Солнца полностью поглощается атмосферой) и анализатор этого излучения. 
Для возбуждения атомов исследуемой пробы могут использоваться:
- рентгеновская трубка, испускающая жесткое (с высокой энергией) рентгеновское излучение,
- изотопы некоторых элементов (например: Fe-55, Cd-109, Cm-244, Am-241),
- электроны.

При регистрации полученного спектра могут применяться:
- кристаллы-анализаторы (монокристаллы некоторых веществ) вместе с детектором (пропорциональный, сцинтилляционный, полупроводниковый);
- энергодисперсионные детекторы (различают фотоны по энергиям)

Наилучшим разрешением детектора на данный момент является разрешение в 123 эВ с наилучшей скоростью подсчета 3⋅105 импульсов в секунду.
Самым легким ручным рентгенофлуоресцентным спектрометром в мире, на текущий момент является спектрометр Thermo NITON XL5 Plus

## Разновидности приборов
Все приборы классифицируются по принципам возбуждения/регистрации спектров. Спектрометры с энергодисперсионными детекторами, как правило, наиболее надежные по эксплуатации и менее чувствительные к внешнему воздействию, нежели чем спектрометры с кристаллами-анализаторами, так как кристаллы-анализаторы имеют подвижные части. Нестабильность результатов - частое явление при работе с кристаллами-анализаторами.
По способу использования различают лабораторные, стационарные и переносные портативные спектрометры. Последние отличаются быстротой получения результатов, легкостью, удобством, возможностью полевых исследований, но уступают лабораторным и стационарным приборам в чувствительности и точности. В отличие от портативных приборов, специализирующихся на узком круге задач (определение состава сталей, сплавов, руд, горных пород, почв, RoHS анализ и т. п.), стационарные установки универсальны. Это связано, в первую очередь, с тем, что для надёжного количественного анализа требуется набор эталонных образцов для каждого элемента, что неосуществимо при работе с портативными установками.
Для улучшения результатов при определении лёгких элементов с порядковыми номерами меньше 20 (например, натрия, магния, алюминия, кремния, фосфора, серы) используется вакуумная откачка воздуха либо продувка камеры гелием. Это вызвано необходимостью избежать поглощения воздухом рентгеновских квантов с малой энергией, испускаемых лёгкими элементами.
При регистрации тяжёлых элементов (с порядковым номерами более 56) возникает другая сложность — разные элементы имеют мало различающуюся энергию фотонов, что вынуждает применять более дорогие детекторы с высоким разрешением по энергии.
Возбуждение электронами используется при элементном анализе в растровых и просвечивающих электронных микроскопах.
Современные приборы обязательно снабжаются программным обеспечением для определения количественного элементного состава пробы.

## Применение
Рентгенофлуоресцентный спектрометр является неразрушающим экспрессным методом определения элементного состава. С ростом порядкового номера элемента чувствительность метода растёт, а ошибка определения количественного элементного состава снижается. Рядовые приборы могут определять содержание элементов со средними атомными номерами с ошибкой 0,1 %.
Рентгенофлуоресцентные спектрометры нашли применение в различных областях науки и техники:
- Экология и охрана окружающей среды: определение тяжелых металлов в почвах, осадках, воде, аэрозолях и др.
- Геология и минералогия: качественный и количественный анализ почв, минералов, горных пород и др.
- Металлургия и химическая индустрия: контроль качества сырья, производственного процесса и готовой продукции
- Лакокрасочная промышленность: анализ свинцовых красок
- Ювелирная промышленность: измерение концентраций ценных металлов
- Нефтяная промышленность: определение загрязнений нефти и топлива, элементный анализ в маслах и присадках[1]
- Пищевая промышленность: определение токсичных металлов в пищевых ингредиентах
- Сельское хозяйство: анализ микроэлементов в почвах и сельскохозяйственных продуктах
- Археология: элементный анализ, датирование археологических находок
- Искусство: изучение картин, скульптур, для проведения анализа и экспертиз
- Космические исследования: изучение элементного состава небесных тел с борта АМС на орбите или аппарата на поверхности небесного тела. При наличии у небесного тела атмосферы прибор комплектуется возбудителем рентгеновского излучения, при разреженной атмосфере или её отсутствии (например Луна, Меркурий) в качестве возбудителя могут использоваться солнечные вспышки. Примеры таких приборов: прибор РИФМА, установленный на аппаратах Луноход-1, Луноход-2 для исследования Луны (с возбудителем), прибор XRS на аппарате MESSENGER для исследования Меркурия (в качестве возбудителя — солнечные вспышки).

## Основные характеристики приборов
- Активная область
- Максимальное энергетическое разрешение
- Диапазон определяемых элементов
- Максимальная входная скорость счёта
- Максимальная выходная скорость счёта